# Dadiposlim
Dadiposlim de son vrai nom Salim sultan ,née en 1990 à Moroni Comores est un artiste des Comores, évoluant dans la soul et le rnb, il se fait remarquer du grand public, au cours de la 2e saison du télé-crochet The Voice Afrique francophone en 2017,. Avec sa voix suave et puissante, Dadiposlim se hisse en finale de la compétition.
Mais bien avant, en 2012, il sort le single Kudja Nilemeza.

## Biographie
Dadiposlim, de son vrai nom Salim Sultan, est un chanteur, auteur-compositeur-interprète comorien né en 1990 à Moroni. Il est reconnu pour sa voix puissante et son style mêlant soul, R&B, afro et musiques traditionnelles comoriennes. Il s'est fait connaître du grand public lors de sa participation à l'émission The Voice Afrique Francophone en 2017, où il a atteint la finale.

## Carrière
En 2012, Dadiposlim sort son premier single, Kudja Nilemeza. En 2015, il publie son premier album, Twamaya, suivi de Holo en 2019. Son troisième album, Mbelizi, est sorti le 3 février 2023. Cet opus de 14 titres explore divers genres musicaux, tels que le Mbalax sénégalais, la Rumba congolaise et le Kompa haïtien, tout en mettant en valeur la langue comorienne.
En 2018, il inaugure son propre studio d'enregistrement, Twamaya House, à Moroni, dans sa maison familiale. Ce studio est destiné à soutenir les artistes locaux en leur offrant un espace professionnel pour enregistrer leurs œuvres.

## Distinctions
En 2017, Dadiposlim est élu Meilleur artiste Comores lors de la cérémonie La Voix de l’Océan Indien à Saint-Denis de La Réunion.

## Vie personnelle
En février 2023, Dadiposlim célèbre son grand mariage à Moroni, en présence de nombreuses personnalités du monde artistique et politique comorien. À cette occasion, il est honoré du titre de grand notable.

## Discographie
- 2015 : Twamaya
- 2019 : Holo
- 2023 : Mbelizi